# Limenitis albifida
Limenitis albifida är en fjärilsart som beskrevs av Hans Fruhstorfer 1907. Limenitis albifida ingår i släktet Limenitis och familjen praktfjärilar. Inga underarter finns listade i Catalogue of Life.